# Abdou Alassane Djibo
Abdou Alassane Djibo est un judoka nigérien né le 15 juin 1979. Il est triple médaillé aux Championnats d'Afrique de judo.
Il a participé aux Jeux olympiques d'été de 2004 et a été le premier judoka olympique du Niger, ayant appris ce sport grâce à une bourse olympique.
Il a remporté une médaille de bronze dans la catégorie des poids mi-légers aux Championnats d'Afrique de judo 2006 .

## Compétitions internationales
| Année | Tournoi                        | Résultat | Catégorie de poids |
| ----- | ------------------------------ | -------- | ------------------ |
| 2006  | Championnats d'Afrique de judo | 3e       | Mi-légers (66 kg)  |
| 2005  | Championnats d'Afrique de judo | 2e       | Mi-légers (66 kg)  |
| 2005  | Jeux de la Francophonie        | 2e       | Mi-légers (66 kg)  |
| 2004  | Championnats d'Afrique de judo | 3e       | Mi-légers (66 kg)  |